# Société de géographie de Genève
Pour les articles homonymes, voir Société de géographie (homonymie).
La Société de Géographie de Genève est une société savante qui a pour but l’étude, le progrès et la diffusion de la science géographique dans toutes ses branches. 
Fondée le 24 mars 1858, c'est la neuvième plus ancienne société de géographie au monde. Son siège est à Genève (Suisse). 
La société publie Le Globe, sous-titré Revue genevoise de géographie. Parution annuelle. Les plus récents numéros sont accessibles sur Internet. La revue s'appelait précédemment Mémoires de la société de géographie de Genève. 
De nombreuses personnalités genevoises en ont fait partie, comme l'explorateur Alfred Bertrand qui fut président en 1909. Président 2021-2022: Rémy Villemin.

## Liste des dirigeants
| Identité                      | Période | Période | Durée |
| Identité                      | Début   | Fin     | Durée |
| ----------------------------- | ------- | ------- | ----- |
| Alfred Bertrand (1856 - 1924) | 1909    | 1911    | 2 ans |
| Eugène Pittard (1867 - 1962)  | 1912    | 1913    | 1 an  |
| Eugène Pittard (1867 - 1962)  | 1916    | 1917    | 1 an  |
| Eugène Pittard (1867 - 1962)  | 1919    | 1920    | 1 an  |
| Eugène Pittard (1867 - 1962)  | 1929    | 1930    | 1 an  |
| Eugène Pittard (1867 - 1962)  | 1935    | 1936    | 1 an  |
| Rémy Villemin (d)             | 2019    |         |       |